# 汤思退
汤思退（1117年—1164年），字进之，號湘水，又號敏齋，处州人，南宋宰相。

## 生平
汤思退南宋绍兴十五年（1145年）考取进士，授建州政和县令，后中博学宏词科，除秘书省正字，负责修撰国史。绍兴二十二年（1152年）六月，汤思退任礼部侍郎。绍兴二十五年（1155年）汤思退升任端明殿学士，签书枢密院事（负责处理军事文书的枢密使副手）。
当时值秦桧当政，汤思退对秦桧的各项决定都不持异议，不久得以进入中枢。秦桧病危时，召见参知政事董得元和汤思退，嘱咐后事，各赠黄金千两。董德元担心秦桧怀疑自己想置身事外，不敢推辞；汤思退则担心秦桧怀疑自己在盼着他去世，不敢接受。宋高宗得知后，以为思退不是秦桧朋党。绍兴二十六年开始负责枢密院事务。绍兴二十七年（1157年）任尚书右仆射，成为宰相。
绍兴二十九年四月，国子司业黄中庆贺金主完颜亮生辰归国，称金国重修汴梁，是为了迁都以便军事威胁南宋，南宋应加强战备。宰相沈该和汤思退认为形势并非如此，汤思退更与黄中发生言语冲突。九月汤思退改任左仆射，参知政事陈康伯任右仆射。绍兴三十年冬，侍御史陈俊卿谴责他内心机巧奸诈，为政多似秦桧（“挟巧诈之心，济倾之术，观其所为，多效秦桧，盖思退致身，皆桧父子恩也”）于是思退被免相，以观文殿大学士奉祠。完颜亮南侵后，汤思退被任命为临安留守，当时重病中的刘锜寓居都亭驿，当时金国聘使前来，临安留守汤思退遣人让刘锜移居他处，刘锜发怒呕血而卒。
孝宗隆兴元年（1163年）张浚主导的隆兴北伐遭遇符离之败，孝宗召回思退为相兼枢密使。金元帅纥石烈士宁给宋廷写信，索取宋軍先前佔領的海、泗、唐、邓四州，思退主张割弃四州议和，派卢仲贤持回信同意。孝宗不同意割海、泗，汤思退则立刻奏请王之望和龙大渊前往金国交割四州。张浚知道消息，派儿子张栻入朝说明卢仲贤辱国，孝宗大怒，将卢仲贤下狱，十二月拜汤思退左仆射，张浚为右仆射。
隆兴二年，张浚奏请孝宗前往建康，以图进兵，孝宗准奏，传谕王之望带礼物返回，各地边境做好战备。思退深为不安，上疏称此事应奏请太上皇赵构决定。孝宗批示汤思退上书和秦桧无二，汤思退恐惧，暗中让王之望和龙大渊上疏称四郡兵少粮乏，难以久守。孝宗被蛊惑，接受张浚辞职，命思退修书，答应将四郡割给金。不久金又挑起战事，孝宗甚为后悔。汤思退密令孙造告诉金军以重兵威胁南宋，孝宗下令抵抗，并命思退督江、淮军，思退推辞。金兵自清河口渡过淮河，宋军节节败退。朝野强烈谴责思退议和撤备之罪，思退被罢官， 贬往永州。太学生张观等七十二人上疏，论汤思退等人误国，要求孝宗斩之，思退得知消息，忧惧惊悸而死。

## 延伸阅读
[在维基数据编辑]
 《宋史·卷371》，出自脱脱《宋史》